# Кормяжка (верхний приток Дёмы)
Кормяжка — река в России, протекает по Оренбургской области. Устье реки находится по правому берегу Дёмы. Длина реки составляет 14 км.

## Данные водного реестра
По данным государственного водного реестра России относится к Камскому бассейновому округу, водохозяйственный участок реки — Дёма от истока до водомерного поста у деревни Бочкарёва, речной подбассейн реки — Белая. Речной бассейн реки — Кама.
Код объекта в государственном водном реестре — 10010201312111100024274.